# Democracy (album)
Democracy è il decimo album in studio del gruppo musicale post-punk inglese Killing Joke, pubblicato nel 1996.

## Tracce
1. Savage Freedom – 4:52
2. Democracy – 3:39
3. Prozac People – 6:54
4. Lanterns – 4:53
5. Aeon – 8:05
6. Pilgrimage – 6:29
7. Intellect – 4:00
8. Medicine Wheel – 5:18
9. Absent Friends – 5:40
10. Another Bloody Election – 4:27

## Formazione
- Jaz Coleman - voce, sintetizzatore
- Kevin "Geordie" Walker - chitarra
- Martin "Youth" Glover - basso
- Geoff Dugmore - batteria
- Nick Holywell-Walker - sintetizzatore